# Еберхард I фон Вертхайм
Еберхард I фон Вертхайм (на немски: Eberhard I von Wertheim; * ок. 1310/1311 във Вертхайм; † 24 август 1373) е граф на Вертхайм.
Той е най-възрастният син на граф Рудолф IV фон Вертхайм (ок. 1288; † 6 януари 1355) и съпругата му Елизабет Райц фон Бройберг (ок. 1296 – 1358), дъщеря на Еберхард III фон Бройберг († 19 април 1323) и Мехтилд фон Валдек († 1340).
Еберхард I умира на 24 август 1373 г. и е погребан в манастир Бронбах.

## Фамилия
Еберхард I се жени пр. 29 юни 1338 г. за Катарина фон Нюрнберг-Хоенцолерн (* ок. 1323 † 11 март 1373), дъщеря на Фридрих IV фон Хоенцолерн, бургграф на Нюрнберг († 1332), и принцеса Маргарета от Каринтия († 1348). Те имат децата:
- Йохан I фон Вертхайм (* ок. 1340; † 23 юни 1407), женен I. на 2 май 1363 г. в Авиньон за Маргарета фон Ринек († 1378/1384/1390), II. ок. 1391 г. за принцеса Гута фон Тек († 1409)
- Фридрих († 1417), провост в Мозбах и Св. Якоб в Бамберг
- Еберхард († 1426), провост в Ноймюнстер във Вюрцбург и Св. Стефан в Бамберг
- Агнес
- Аделхайд
- Рудолф (* 1341)
- Попо
- Георг († сл. 1422), каноник в Св. Стефан в Майнц
- Албрехт фон Вертхайм († 19 май 1421), епископ на Бамберг (1398 – 1421)
- Маргарета († сл. 1378), монахиня във Фрауенцел
- Вилхелм († 1400), капитулар във Вюрцбург
- Елизабет (1347 – 1378), омъжена през 1366 или 1367 г. за Улрих IV фон Ханау († 1380)
- Мехтхилд
- Анна